# 만 아사드
만 아사드(아랍어: معن أسعد,‎ 1993년 11월 20일~)는 시리아의 역도 선수이다. 올림픽에 3회 참가했고 2020년 하계 올림픽에서 남자 슈퍼헤비급 동메달을 획득했다.